# Siemens C60
Siemens C60 — мобильный телефон фирмы Siemens.
Siemens C60 — модель среднего класса, которая пришла на смену Siemens C55, по внешнему виду, полный аналог модели Siemens A60, отличие кроется в улучшенном программном обеспечении и измененном цветовом дизайне.

## Память телефона
В Siemens C60 2 Мб встроенной памяти (доступно пользователю — 1,86 Мб).
Память в телефоне распределяется динамически между всеми приложениями, есть возможность использовать свободное место для транспортировки любых файлов.
Память телефонной книги на 100 имен, для одного имени можно записать один номер. Имени в телефонной книге можно соотнести графическое изображение
Группы абонентов, всего 5 групп, 3 изменяемые, а две нет (вне группы, полученные). Группам можно назначить свою иконку, а также выбрать групповой сигнал.
| Общие характеристики                 | Общие характеристики                                       |
| ------------------------------------ | ---------------------------------------------------------- |
| Диапазоны частот                     | GSM 900, GSM 1800, GSM 1900                                |
| Тип корпуса                          | классический                                               |
| Конструкция                          | сменные панели, джойстик                                   |
| Антенна                              | встроенная                                                 |
| Вес                                  | 85 г                                                       |
| Размеры                              | 110x47x23 мм                                               |
| Звонки                               |                                                            |
| Тип мелодий                          | WAV, MID, AMR                                              |
| Число мелодий                        | 24                                                         |
| Виброзвонок                          | есть                                                       |
| Связь                                |                                                            |
| Интерфейсы                           | COM-порт                                                   |
| Доступ в интернет                    | WAP, GPRS                                                  |
| Синхронизация с компьютером          | есть                                                       |
| Сообщения                            |                                                            |
| Дополнительные функции SMS           | ввод текста со словарём, шаблоны сообщений                 |
| MMS                                  | есть                                                       |
| EMS                                  | есть                                                       |
| Другие функции                       |                                                            |
| Громкая связь (встроенный динамик)   | есть                                                       |
| Автодозвон                           | есть                                                       |
| Звуковая индикация времени разговора | есть                                                       |
| Экран                                |                                                            |
| Тип экрана                           | цветной STN экран, 4096 цветов                             |
| Размер изображения                   | число строк — 4, 101x80 пикс.                              |
| Индикация                            | стоимости разговора, времени разговора                     |
| Мультимедийные возможности           |                                                            |
| Встроенная фотокамера                | нет                                                        |
| Игры                                 | есть                                                       |
| Java-приложения                      | есть                                                       |
| Питание                              |                                                            |
| Тип аккумулятора                     | Li-Ion                                                     |
| Ёмкость аккумулятора                 | 700 мАч                                                    |
| Время разговора                      | 5:00 ч: мин                                                |
| Время ожидания                       | 250:00 ч: мин                                              |
| Записная книжка и органайзер         |                                                            |
| Записная книжка в аппарате           | 100 номеров                                                |
| Органайзер                           | будильник, калькулятор, мировое время, секундомер,диктофон |
| Дополнительная информация            |                                                            |
| Комплектация                         | телефон, аккумулятор, сетевое з/у, инструкция              |

## Особенности
- В главном меню телефона присутствует пункт «Камера». Но встроенной камеры в данной модели нет, предполагалось использование внешней фотокамеры, присоединяемой к интерфейсному разъёму телефона.
- Локализация телефона была выполнена не полностью. В части аппаратов, поставляемых в Россию, не было возможности ввода текста (в том числе при наборе SMS-сообщений) буквами русского алфавита. Проблему предлагалось решать путём перепрошивки ПО телефона в сервисном центре.[1]

## Похожие модели
- Siemens A60
- Siemens MC60
- Nokia 3100